# Para统计
Para统计（英語：Parastatistics），曾被译为综合统计，是众所周知的粒子统计模型（玻色-爱因斯坦统计、费米-狄拉克统计和麦克斯韦-玻尔兹曼统计）的替代模型之一。其他替代模型包括任意子统计和辫子统计，这两者都涉及较低的时空维数。Para统计被认为是格林（Herbert S. Green）在1953年的创造。